# Musculus pectoralis minor
De musculus pectoralis minor of kleine borstspier is een spier aan de voorzijde van de borstkas met een aanhechting aan de schoudergordel via het ravenbekuitsteeksel (processus coracoides). Hij is hierdoor in staat om de schoudergordel naar beneden te trekken (detractie) en de scapula naar het midden te draaien (mediorotatie). De spier is gelegen onder de musculus pectoralis major.